# اندیس سنگ تزئینی جوی سیب
سنگ تزئینی جوی سیب یک اندیس مصالح ساختمانی است که در حوالی شهر اردل استان چهارمحال و بختیاری قرار دارد و مادهٔ معدنی موجود در آن، سنگ تزئینی است.سنگ میزبان این اندیس الیگومیوسن است  